# Големо Село
Големо Село је насеље у Пољаници, град Врање, Пчињски округ. Према попису из 2022. имало је 575 становника, а према попису из 1991. имало је 1116 становника). Највеће је село у Пољаници, како по пространству тако и по броју становника, па је по томе и добило и име.

## Географија
Големо Село је удаљено 27 километара од Врања, а 43 од Лесковца. Заузима крајњи, северни део Пољаничке котлине, с обе стране реке Ветернице. За разлику од суседних села, у Големом Селу су јасно одређене махале које су омеђене потоцима и косама. Поред Ветернице је махала Река или Рекари, која наликује на насеља ушореног типа, попут варошица. На левој обали Ветернице су махале Баљковац, Бајин Дол, Ливађе, Доинце и Голи Млаз, а на десној Топлик, Варожег, Беривојштица и Дубије.

## Историја
Големо Село било је седиште истоимене општине у периоду од 1945. до 1965. године, а сада је седиште месне заједнице за ово село и села Дупељево, Лалинце, Мијаковце, Мијовце, Остра Глава, Студена и Тумба.
Основна (четворогодишња) школа у Големом Селу постојала је између два светска рата, а постоји и сада. Ту су отворени први погони врањских привредних предузећа. Најпре погон Фабрике обуће Коштана који је убрзо престао са радом, затим погон Памучног комбината Врање у згради некадашњег Задружног дома, а од седамдесетих година прошлог века тај погон је у новоизграђеном функционалном објекту као део фабрике Јумко. Шездесетих година прошлог века у селу је радила амбуланта са породилиштем, која је опслуживала становнике свих села Пољанице. У селу је највећа црква пољаничке области посвећена Светом Великомученику Прокопију, која једина у Пољаници има свештеника. Сеоска слава је Спасовдан.

## Демографија
У насељу Големо Село живи 820 пунолетних становника, а просечна старост становништва износи 42,2 година (40,0 код мушкараца и 44,4 код жена). У насељу има 326 домаћинстава, а просечан број чланова по домаћинству је 3,22.
Ово насеље је великим делом насељено Србима (према попису из 2002. године). У насељу (махали) Грнчарица има око 50 породица Рома. У последња три пописа, примећен је пад у броју становника.
|  |

| Демографија | Демографија | Демографија |
| Година      | Становника  | Становника  |
| ----------- | ----------- | ----------- |
| 1948.       | 1.738       |             |
| 1953.       | 1.772       |             |
| 1961.       | 1.691       |             |
| 1971.       | 1.451       |             |
| 1981.       | 1.232       |             |
| 1991.       | 1.116       | 1.085       |
| 2002.       | 1.051       | 1.092       |
| 2011.       | 781         |             |

| Етнички састав према попису из 2002.‍ | Етнички састав према попису из 2002.‍ | Етнички састав према попису из 2002.‍ | Етнички састав према попису из 2002.‍ | Етнички састав према попису из 2002.‍ |
| ------------------------------------ | ------------------------------------ | ------------------------------------ | ------------------------------------ | ------------------------------------ |
|                                      |                                      |                                      |                                      |                                      |
| Срби                                 | Срби                                 |                                      | 1.048                                | 99,71%                               |
| Румуни                               | Румуни                               |                                      | 1                                    | 0,09%                                |
| Македонци                            | Македонци                            |                                      | 1                                    | 0,09%                                |
| непознато                            | непознато                            |                                      | 1                                    | 0,09%                                |

| Година пописа     | 1948. | 1953. | 1961. | 1971. | 1981. | 1991. | 2002. |
| ----------------- | ----- | ----- | ----- | ----- | ----- | ----- | ----- |
| Број домаћинстава | 303   | 309   | 323   | 348   | 317   | 323   | 326   |

| Број чланова      | 1  | 2  | 3  | 4  | 5  | 6  | 7  | 8 | 9 | 10 и више | Просек |
| ----------------- | -- | -- | -- | -- | -- | -- | -- | - | - | --------- | ------ |
| Број домаћинстава | 61 | 92 | 37 | 53 | 40 | 25 | 16 | 1 | 0 | 1         | 3,22   |

| Пол    | Укупно | Неожењен/Неудата | Ожењен/Удата | Удовац/Удовица | Разведен/Разведена | Непознато |
| ------ | ------ | ---------------- | ------------ | -------------- | ------------------ | --------- |
| Мушки  | 413    | 93               | 290          | 27             | 3                  | 0         |
| Женски | 439    | 47               | 293          | 91             | 8                  | 0         |
| УКУПНО | 852    | 140              | 583          | 118            | 11                 | 0         |

| Пол    | Укупно                    | Пољопривреда, лов и шумарство | Рибарство                            | Вађење руде и камена | Прерађивачка индустрија       |
| ------ | ------------------------- | ----------------------------- | ------------------------------------ | -------------------- | ----------------------------- |
| Мушки  | 238                       | 93                            | 0                                    | 0                    | 82                            |
| Женски | 163                       | 49                            | 0                                    | 0                    | 104                           |
| УКУПНО | 401                       | 142                           | 0                                    | 0                    | 186                           |
| Пол    | Производња и снабдевање   | Грађевинарство                | Трговина                             | Хотели и ресторани   | Саобраћај, складиштење и везе |
| Мушки  | 0                         | 17                            | 19                                   | 0                    | 5                             |
| Женски | 0                         | 0                             | 2                                    | 1                    | 0                             |
| УКУПНО | 0                         | 17                            | 21                                   | 1                    | 5                             |
| Пол    | Финансијско посредовање   | Некретнине                    | Државна управа и одбрана             | Образовање           | Здравствени и социјални рад   |
| Мушки  | 0                         | 0                             | 1                                    | 5                    | 2                             |
| Женски | 0                         | 0                             | 0                                    | 2                    | 4                             |
| УКУПНО | 0                         | 0                             | 1                                    | 7                    | 6                             |
| Пол    | Остале услужне активности | Приватна домаћинства          | Екстериторијалне организације и тела | Непознато            | Непознато                     |
| Мушки  | 13                        | 0                             | 0                                    | 1                    | 1                             |
| Женски | 1                         | 0                             | 0                                    | 0                    | 0                             |
| УКУПНО | 14                        | 0                             | 0                                    | 1                    | 1                             |

## Галерија слика
- Махала Река
- Дојинци и Голи Млаз
- Баљковац
- Бајин Дол, Варожег и Дубје
- Јумко